# Forces libanaises (milice)
Pour le parti politique, voir Forces libanaises.
Les Forces libanaises (arabe : القوات اللبنانية , romanisé :  al-Quwwat al-Lubnāniyya ) étaient l'une des principales factions chrétiennes libanaises de la guerre civile libanaise. À l’origine une organisation faîtière regroupant différents partis, les Forces Libanaises sont ensuite devenues une organisation distincte. Les Forces libanaises ont remplacé les précédentes Forces de régulation des Kataeb en tant que bras militaire du Parti chrétien Kataeb. Il était principalement composé de chrétiens maronites fidèles à Bachir Gemayel et combattait, entre autres ennemis, contre le Mouvement national libanais, l'Organisation de libération de la Palestine et l'armée syrienne. Le groupe est devenu célèbre pour avoir perpétré le massacre de Sabra et Chatila en 1982, qui visait principalement les réfugiés palestiniens après l'assassinat de Bachir Gemayel.

## Origines
Le Front libanais a été organisé de manière informelle en janvier 1976 sous la direction de Pierre Gemayel et Camille Chamoun. Cela a commencé comme une simple coordination ou un commandement conjoint entre le Parti Kataeb/ Forces de régulation des Kataeb (KRF) à prédominance chrétienne, l'équipe de commandos Tyous (TTC), Ahrar/ Milice des Tigres, Al-Tanzim, la Brigade Marada et le Parti du renouveau libanais /Gardiens des Cèdres (GdC) et leurs ailes militaires respectives. La principale raison derrière la formation du Front libanais était de renforcer le côté chrétien face au défi présenté par le Mouvement national libanais (LNM), une alliance de partis/milices de gauche soutenus par l'Organisation de libération de la Palestine (OLP) et le Front du rejet.

## Les années d'or (1976-1982)
Beyrouth-Est, à majorité chrétienne, était entouré de camps de réfugiés palestiniens, bastions de l'OLP. Les forces des Kataeb et les milices chrétiennes alliées ont assiégé un à un les camps palestiniens situés à Beyrouth-Est et les ont conquis. La première prise a eu lieu le 18 janvier 1976, lorsque le camp de Karantina, situé près du port, a été envahi : environ 1 000 combattants de l’OLP et civils ont été massacrés. Selon Jonathan Randal , alors correspondant du Washington Post , « de nombreux hommes et garçons musulmans libanais ont été rassemblés et séparés des femmes et des enfants et massacrés », tandis que les femmes et les jeunes filles ont été violemment violées et volées. L'OLP et les forces baasistes palestiniennes d'As-Saiqa ont riposté en attaquant la ville de Damour, au sud de Beyrouth sur la côte, lors du massacre de Damour au cours duquel 150 à 600 civils chrétiens ont été tués et 15 000 ont été contraints de fuir vers le nord par bateau, puisque toutes les routes étaient bloquées. Les Maronites ont ensuite envahi le camp de réfugiés palestiniens le plus grand et le plus puissant, Tel al-Zaatar , la même année, conduisant au massacre de Tel al-Zaatar au cours duquel entre 2 000 et 3 000 Palestiniens ont été assassinés. Bachir, avec ses unités de la milice KRF, a également combattu contre les milices de l'OLP et du Mouvement national libanais lors de la bataille des hôtels dans le centre de Beyrouth. La bataille la plus importante remportée par la Phalange pour le contrôle du quartier hôtelier fut celle pour la possession de l'Holiday Inn, en raison de son emplacement stratégique important. Avant cette bataille, l'Holiday Inn avait été occupé par l'OLP.
Les Forces libanaises ont été créées peu après avec un accord selon lequel le commandant militaire direct serait un membre des Kataeb et le vice-commandant un membre d'Ahrar.
Bachir a mené ses troupes dans la guerre des Cent Jours au Liban en 1978, au cours de laquelle les Forces libanaises ont résisté avec succès aux bombardements et aux attaques syriennes sur l'est de Beyrouth pendant environ trois mois avant qu'un accord n'oblige les Syriens à mettre fin au siège. Les Syriens ont pris de hauts bâtiments tels que Burj Rizk Achrafieh et Burj El Murr en utilisant des tireurs d'élite et des armes lourdes contre les civils. Les soldats sont restés 90 jours. Un autre affrontement majeur a eu lieu près du quartier de Sodeco à Achrafieh où les Forces libanaises ont combattu férocement et ont chassé l'armée syrienne du bâtiment Rizk. À cette époque, Israël était le principal soutien de la milice du Front libanais.
Dans le même temps, les accrochages avec la milice du Parti national libéral, bien qu'appartenant au même camp, sont fréquents. En juillet 1980, après des mois d'affrontements intra-chrétiens entre les Tigres, la milice de Dany Chamoun et les Phalangistes, désormais sous la direction complète de Bachir Gemayel, les Phalangistes lancent une opération pour tenter d'arrêter les affrontements au sein du pays et d'unir toutes les milices chrétiennes sous le commandement de Gemayel. Cette opération s'est soldée par le massacre de dizaines de membres des Tigres à la station balnéaire de la Marine à Safra, à 25 km au nord de Beyrouth. Le silence de Camille Chamoun a été interprété comme une acceptation du contrôle de Gemayel, car il sentait que les Tigres menés par son fils échappaient à son contrôle. Avant cela, un autre rival chrétien, Tony Frangié (fils de l’ex-chef de l’État Soleiman Frangié), sa femme et sa fillette de 3 ans avaient aussi été assassinés.
La Syrie intervient en 1976 à la demande officielle du président libanais, Sleimane Frangié, et des milices chrétiennes conservatrices du Front libanais qui perdaient alors la guerre. Quelques mois plus tard, la Syrie s'allie finalement aux forces pro-palestiniennes et combat le Front libanaos. En 1981, à Zahlé dans la Bekaa, la plus grande ville chrétienne de l’Est, a été confrontée à l’une des plus grandes batailles – tant militaires que politiques – entre les Forces libanaises et les forces d’occupation syriennes.  La bataille a commencé le 2 avril 1981 et s'est terminée par un cessez-le-feu et la police libanaise a été envoyée à Zahlé.

### Invasion israélienne
En 1982, Bachir a rencontré Hani Al-Hassan (représentant de l'OLP) et lui a dit qu'Israël entrerait et les éliminerait. Bachir lui a dit de quitter le Liban pacifiquement avant qu'il ne soit trop tard. Hani est parti et aucune réponse n'a été donnée à Bachir.
Israël a envahi le Liban , arguant qu'une intervention militaire était nécessaire pour éliminer les guérilleros de l'OLP dans le sud du pays. Les forces israéliennes se sont finalement dirigées vers Beyrouth et ont assiégé la ville, dans le but de remodeler le paysage politique libanais et de forcer l'OLP à quitter le Liban. En 1982, Israël était le principal fournisseur des Forces libanaises, leur fournissant une assistance en armes, vêtements et formation.
Une enquête officielle israélienne sur les événements de Beyrouth a estimé qu'au moment de sa pleine mobilisation, la Phalange comptait 5 000 combattants, dont 2 000 à plein temps.
Après que l'OLP ait été expulsée du pays et déplacé son siège en Tunisie, dans le cadre d'un accord négocié, Bachir Gemayel est devenu le plus jeune homme à avoir été élu président du Liban . Il a été élu par le Parlement en août ; la plupart des députés musulmans ont boycotté le vote.
Le 3 septembre 1982, lors de la réunion, Begin a exigé que Bachir signe un traité de paix avec Israël dès son entrée en fonction en échange du soutien antérieur d'Israël aux Forces libanaises et il a également déclaré à Bachir que Tsahal resterait au Sud-Liban si le Le traité de paix n'a pas été directement signé. Bachir était furieux contre Begin et lui a dit que les Forces Libanaises n'avaient pas combattu pendant sept ans et il a également dit à Begin qu'ils n'avaient pas sacrifié des milliers de soldats pour libérer le Liban de l'armée syrienne et de l'OLP afin qu'Israël puisse prendre leur place. La rencontre s’est terminée dans la colère et les deux parties n’étaient pas satisfaites l’une de l’autre.
Begin aurait été en colère contre Bachir pour son refus public du soutien d'Israël. Bachir a refusé d'accepter l'offre de paix immédiate en arguant qu'il fallait du temps pour parvenir à un consensus avec les musulmans libanais et les nations arabes. Bachir aurait déclaré quelques jours plus tôt à David Kimche, directeur général du ministère israélien des Affaires étrangères : « S'il vous plaît, dites à votre peuple d'être patient. Je m'engage à faire la paix avec Israël, et je le ferai. Mais j'ai besoin de temps. neuf mois, maximum un an. Je dois renouer mes liens avec les pays arabes, notamment avec l'Arabie Saoudite, afin que le Liban puisse à nouveau jouer son rôle central dans l'économie du Moyen-Orient ».
Pour tenter de rétablir les relations entre Bachir et Begin, Ariel Sharon a tenu une réunion secrète avec Bachir à Bikfaya. Lors de cette réunion, ils ont tous deux convenu qu’après 48 heures, Tsahal coopérerait avec l’armée libanaise afin de forcer l’armée syrienne à quitter le Liban. Une fois cela fait, Tsahal quitterait pacifiquement le territoire libanais. Concernant les négociations de paix, Sharon a accepté de donner à Bachir le temps de résoudre les conflits internes avant de signer les négociations. Le lendemain, le bureau de Begin a publié un communiqué indiquant que les questions sur lesquelles Bachir et Sharon s'étaient mis d'accord étaient acceptées.
Neuf jours avant son entrée en fonction, le 14 septembre 1982, Bachir fut tué avec 25 autres personnes dans l'explosion d'une bombe au siège des Phalanges libanaises à Achrafieh. L'attaque a été menée par Habib Chartouni, membre du Parti social nationaliste syrien (PSNS), soupçonné par beaucoup d'avoir agi sur instructions du gouvernement syrien du président Hafez al-Assad. Le lendemain, Israël s'est déplacé pour occuper la ville, permettant aux membres phalangistes sous le commandement du jeune Elie Hobeika d'entrer dans le camp de réfugiés situé au centre de Sabra et de Chatila ; un massacre s'ensuit, au cours duquel les phalangistes tuent entre 800 et 3 500 (le nombre est contesté) civils, pour la plupart des Palestiniens et des chiites libanais, provoquant un grand tollé international.

## Époque Amine Gemayel (1982-1988)

### Batailles

#### Guerre des montagnes
Après l'invasion israélienne, les troupes de Tsahal se sont installées dans le Chouf et à Aley à partir des milices du parti, les forces libanaises sont retournées dans les villages chrétiens qui avaient été occupés par le PSP pendant sept ans, et de nombreux civils chrétiens des districts sont revenus après avoir fui au début de la guerre. Cependant, peu après, des affrontements ont éclaté entre les Forces libanaises et les milices druzes qui s'étaient emparées des districts et en avaient auparavant chassé les habitants chrétiens. Les principaux miliciens druzes venaient du Parti socialiste progressiste, dirigé par Walid Joumblatt, en alliance avec l'armée syrienne et des militants palestiniens qui n'avaient pas quitté le Liban en 1982. Pendant des mois, les deux hommes se sont battus dans ce qui serait plus tard connu sous le nom de « guerre des montagnes ». Au plus fort de la bataille, les troupes israéliennes ont tristement abandonné la zone, cédant les meilleures positions tactiques aux milices druzes et à leurs alliés en guise de punition pour le refus des chrétiens de signer l'accord de paix du 17 mai avec Israël, et laissant les forces chrétiennes se débrouiller. lutte. Dans le même temps, un petit nombre de soldats mal équipés des Forces libanaises ont également combattu contre les milices palestiniennes et druzes ainsi que contre les troupes syriennes à l'est de la ville méridionale de Sidon . Le résultat a également été une victoire du Parti Socialiste Progressiste et un district contigu du Chouf Druze avec accès aux ports maritimes libanais.
La milice de Joumblatt a alors dépassé les limites en avançant plus loin dans Souk El Gharb , un village également tenu par les Forces libanaises. Après de violents combats et de lourdes pertes, les assaillants ont été repoussés. Cependant, les Forces Libanaises ont finalement cédé leurs positions à Souk El Gharb à l' armée libanaise qui avait un grand intérêt à défendre la ville en raison de l'importance stratégique qu'elle revêt pour l'armée et le gouvernement libanais, car la ville se trouve sur les flancs du ministère. de la Défense et du Palais Présidentiel. Après la retraite, les Forces libanaises ont libéré plus de 2 500 combattants, dont des unités d'élite, pour combattre sur d'autres fronts.

### Luttes de pouvoir internes
Après la mort de Bachir, son frère Amine Gemayel l'a remplacé à la présidence, et son cousin Fadi Frem à la tête des Forces libanaises. Les deux hommes entretenaient des relations glaciales et, en 1984, sous la pression d'Amine, Frem fut remplacé par Fouad Abou Nader .
Le 12 mars 1985, Samir Geagea , Elie Hobeika et Karim Pakradouni se rebellent contre le commandement d'Abou Nader, apparemment pour ramener les Forces libanaises sur leur chemin d'origine. Cependant, les relations entre Geagea et Hobeika se sont rapidement rompues et Hobeika a entamé des négociations secrètes avec les Syriens. Le 28 décembre 1985, il signe l'Accord tripartite, contre la volonté de Geagea et de la plupart des autres personnalités chrétiennes de premier plan. Affirmant que l'accord tripartite donnait à la Syrie un pouvoir illimité au Liban, Geagea mobilisa des factions au sein des Forces libanaises et, le 15 janvier 1986, attaqua le quartier général de Hobeika à Karantina. Hobeika s'est rendu et s'est enfui, d'abord à Paris puis à Damas, en Syrie. Il s'installe ensuite à Zahlé avec des dizaines de ses combattants où il prépare une attaque contre Beyrouth-Est. Le 27 septembre 1986, les forces de Hobeika ont tenté de s'emparer du quartier d'Achrafieh à Beyrouth, mais les Forces libanaises sous le commandement de Geagea les ont retenues.
Cette tentative ratée d'Hobeika constitue le dernier épisode de luttes internes à Beyrouth-Est durant le mandat d'Amine Gemayel. En conséquence, les Forces libanaises dirigées par Geagea étaient la seule force majeure sur le terrain. Au cours de deux années de paix fragile, Geagea a lancé une campagne visant à rééquiper et à réorganiser les Forces libanaises. Il a également institué un programme de protection sociale dans les zones contrôlées par le parti de Geagea. Les Forces Libanaises ont également rompu leurs relations avec Israël et mis l'accent sur les relations avec les États arabes, principalement l'Irak mais aussi l'Arabie Saoudite, la Jordanie et l'Égypte.

## Guerre d'élimination (1988-1990)
Deux gouvernements rivaux se disputaient la reconnaissance après le départ d'Amine Gemayel de la présidence en septembre 1988, l'un étant un gouvernement majoritairement chrétien et l'autre un gouvernement composé de musulmans et de gauchistes libanais. Les Forces libanaises ont initialement soutenu le gouvernement militaire chrétien dirigé par le général Michel Aoun, commandant de l'armée libanaise. Cependant, des affrontements ont éclaté entre les Forces libanaises et l'Armée libanaise sous le contrôle de Michel Aoun le 14 février 1989. Ces affrontements ont été stoppés et après une réunion à Bkerké, les Forces libanaises ont remis les ports nationaux qu'elles contrôlaient au gouvernement d'Aoun sous pression de l'Armée nationale libanaise.
Geagea a d'abord soutenu la « guerre de libération » d'Aoun contre l'armée syrienne, mais a ensuite accepté l'accord de Taëf, signé par les députés libanais le 24 octobre 1989 en Arabie saoudite et exigeant un cessez-le-feu immédiat. La principale objection d'Aoun à l'accord de Taëf était son flou quant au retrait syrien du pays. Il l'a rejeté en jurant qu'il "ne céderait pas le pays". De violents combats ont éclaté entre les deux pays dans l'est de Beyrouth, appelés « guerre d'élimination » le 31 janvier 1990.

## Installations de formation
Pour former les élèves-officiers de la FL, une académie militaire, rebaptisée plus tard Institut Bashir Gemayel (arabe : Maehad Bashir Gemayel), a été créée en 1985 dans un monastère maronite désaffecté de la ville de Ghosta , située à 20 km à l'est de Beyrouth, dans le district de Keserwan.

## Armes et équipements
Les Forces libanaises étaient financées, entraînées et armées principalement par Israël, même si elles recevaient également un soutien militaire secret des États-Unis, du Royaume-Uni, de l’Afrique du Sud, de la Jordanie et de l’Irak. En plus de l'aide des Israéliens, les FL ont acheté une grande partie de leurs fournitures militaires sur le marché noir international et ont également utilisé les stocks capturés à l'Organisation de libération de la Palestine (OLP), l'armée syrienne et même l'armée libanaise.